# Боб Атерсли
Роберт Алан „Боб” Атерсли (енгл. Robert Alan Attersley; Ошава, 13. август 1933 — Ејџакс, 12. март 2010) био је канадски хокејаш на леду који је током играчке каријере играо на позицијама центра. 
Као члан сениорске репрезентације Канаде освојио је сребрну медаљу на ЗОИ 1960. у Скво Валију, те титулу светског првака на СП 1958. године.
По окончању играчке каријере бавио се политиком те је у периоду 1980−1991. обављао дужност градоначелника града Витбија. 